# Apatophysis richteri
Apatophysis richteri là một loài bọ cánh cứng trong họ Cerambycidae.